# Doğan Kuban
Doğan Kuban (Parigi, 10 aprile 1926 – Istanbul, 22 settembre 2021) è stato uno storico dell'architettura e restauratore turco.
Architetto di formazione, si è contraddistinto per una poliedrica attività nel campo degli studi ottomani e bizantini e nel restauro dei monumenti.

## Biografia
Kuban nacque a Parigi, dove suo padre studiava all'Accademia Militare Francese, da una famiglia turca.
Ricevette la sua laurea in architettura dall'Università tecnica di Istanbul (ITU). Poco dopo ha iniziato la sua carriera accademica. Negli anni '60 e '70 è stato ricercatore presso la Dumbarton Oaks Research Library con una borsa di studio della Harvard University. Divenne professore nel 1965. Tra gli altri suoi lavori, ha collaborato con il professor Cecil L. Striker, dell'Università della Pennsylvania, nel suo restauro scientifico della Moschea Kalenderhane a Istanbul.
La storia urbana di Istanbul redatta da Kuban - una delle più complete storie diacroniche della città - è disponibile in inglese come Istanbul: An Urban History. Byzantion, Constantinopolis, Istanbul (Istanbul, 1996). 
È morto il 22 settembre 2021 all'età di 95 anni.